# ANTI NO MERCY UNION
ANTI NO MERCY UNION（アンチ・ノー・マーシー・ユニオン）は、プロレスラーのユニットである。略称はANMU（アンムー）、別名は反NO MERCY連合軍（はん のー まーしー れんごうぐん）。俗称として反無慈悲軍連合（はん むじひぐん れんごう）とも。プロレスリング・ノアの興行において活動した。2011年4月結成。名称に「アンチ」が付いているが、ユニットとしての立ち位置は保守体制である。

## 経歴
ヒール軍団『NO MERCY』の活動を批判し、反旗を翻す鈴木鼓太郎・石森太二・青木篤志の3人が自然と互いに協力することとなり、結成に至った。
鈴木は潮崎軍の一員としてディスオベイと抗争していたが、ディスオベイが分裂騒動を起こしディスオベイと分派したNO MERCY間で抗争を繰り広げるようになり、抗争相手不在となっていた。青木はGHCジュニアヘビー級タッグ王者であり、パートナーの丸藤正道がNO MERCYの標的とされていたが、負傷欠場により王座を返上していた。石森はリッキー・マルビンとのタッグチームが解散し、パートナー不在の状況であった。
その3人が度重なるNO MERCYの暴挙に対し、手を組んで対立する事を決意。2011年4月29日の後楽園ホール大会で、初めて3人がタッグを結成。NO MERCYのKENTA・金丸義信・平柳玄藩と6人タッグで対戦。しかし両チームの抗争は激化し、相手側の椅子攻撃により反則勝ちとなる。鈴木は、空位となっているGHCジュニアヘビー級タッグ王座の王者決定戦に先に手を挙げていたNO MERCYに対し「あのような奴らにベルトを持たすわけにはいかない」と青木とのコンビで同決定戦に手を挙げた。
その後、当初は便宜的に反NO MERCY連合軍と呼称されていたチーム名を、その英語表記をそのままチーム名とし、ANTI NO MERCY UNION（頭文字を取って略ANMU）とすることを発表した。
さらに5月25日の後楽園ホール大会においてGHCジュニアヘビー級タッグ新王者決定戦として鈴木・青木組対KENTA・金丸組が組まれたが、青木が金丸のタッチ・アウトに沈み、敗北した。
7月10日有明コロシアム大会で、タッグパートナーの高山善廣に裏切られて敗北した佐野巧真とANMUが組み、高山を新メンバーに加えたNO MERCYが6人タッグで激突し、敗北。
また同月には第5回日テレG+杯争奪ジュニアヘビー級タッグ・リーグ戦に鈴木・青木組が参戦し、優勝を飾った。これは、結成当初より保持していた鈴木のGHC王座を除くと、チーム初の栄冠となった。なお、石森はザック・セイバーJr.と組んで出場予定であったが、負傷欠場により、不参加となっている。
2011年8月7日、古河市古河体育館にてANMUはGHCヘビー級王者の潮崎豪と組んで、NO MERCYと6人タッグで対戦。試合には勝利したものの、前日の秋山とのGHCヘビー級選手権で負傷していた唇を徹底的に狙われた潮崎は、NO MERCYに対し徹底抗戦の構えを見せ、ANMUに加入を決めた。同月17日にディファ有明にて行われる2DAYSタッグ・トーナメントに潮崎と鈴木が出場し、優勝を狙うこととなった。その後、1回戦にて、NO MERCYの高山善廣・KENTA組との対戦が発表された。なお、潮崎のタッグ・パートナーの谷口周平も潮崎に合わせてANMUと共闘。
そして迎えた8月17・18日ディファ有明大会の2DAYSタッグ・トーナメントでは、高山・KENTA組に敗北し、1回戦敗退で優勝はならなかった。一方、青木は杉浦貴とANMUの枠を超えたコンビで出場し、1回戦を突破。決勝戦で高山組に敗れて準優勝となった。
2012年1月、設立初期からのメンバーだった石森が同軍団に居場所が無くなったことに不安を覚え、同月29日に同軍団を正式に脱退。脱退後、石森は丸藤正道・杉浦貴の新ユニットに加入した。
2012年3月18日の横浜文化体育館大会で、セミファイナルのGHCタッグ選手権試合の秋山準&齋藤彰俊 vs 潮崎豪&武藤敬司の試合後、王座防衛した王者組の秋山が、ANMUの潮崎豪、青木篤志、鈴木鼓太郎の3人に対し、ノア設立時の勢いと取り戻すべく秋山軍（のちのS・A・T）加入を要請。青木・鈴木はこれに応じ、秋山軍へ鞍替えした。しかし潮崎は加入・共闘は拒絶した。ANMUは潮崎ただ一人となったが、潮崎はANMUが今後どうなるかはわからないと直後のインタビューで答えている。4月からのグローバル・タッグ・リーグ戦2012には、かつてバーニングで同じ釜の飯を食った本田多聞とタッグを組んで出場することとなった。なお、ANMUの名称は用いていないので、本田がANMUへの加入はしてはいない。また、本田とのタッグをリーグ戦後も継続するのかも不詳である。
その後、4月26日名古屋大会のグローバル・タッグ・リーグ戦公式戦・秋山&齋藤vs高山&マイバッハの試合で、秋山軍がマイバッハから暴行を受けているところを潮崎が救出し、その後に正式に潮崎が秋山軍への加勢を表明した。当初は潮崎はテレビ中継などで「秋山軍・ANMU」などと表記されることもあり、ANMUは消滅したのか潮崎が秋山軍と兼務している形なのか不明であったが、のちにANMUの表記はみられなくなり、結果として潮崎の加入を機に消滅した。

## メンバー
- 潮崎豪 - 2011年8月7日加入。4月26日に秋山軍（S・A・T）への加入を表明。

元メンバー
- 石森太二  - 設立メンバー（2012年1月29日離脱 → 丸藤・杉浦軍（BRAVE）加入）
- 鈴木鼓太郎 - 設立メンバー、リーダー格（2012年3月18日離脱 → 秋山軍（S・A・T）加入）
- 青木篤志 - 設立メンバー（2012年3月18日離脱 → 秋山軍（S・A・T）加入）

元共闘選手
メンバーではないが、組むことの多かった選手
- 佐野巧真 - 高山と組んでいたが、高山に裏切られたため、高山の敵という共通点で一時共闘。2011年後半より共闘機会が減少。
- 谷口周平 - 潮崎とタッグを組んでいたことから共闘機会が多かったが、2012年に入り潮崎とのタッグを解消し、マイバッハ谷口としてNO MERCY加入。

## 戦績
GHCジュニアヘビー級選手権
- 20代 鈴木鼓太郎 - 2010年12月5日～ （結成時すでに保持）

日テレG+杯争奪ジュニアヘビー級タッグ・リーグ戦
- 第5回大会（2011年）優勝 鈴木鼓太郎/青木篤志

GHCヘビー級選手権
- 17代 潮崎豪 - 2011年7月23日～（2011年8月の加入時に、すでに保持）